# Camogli
Camogli est une commune de la ville métropolitaine de Gênes dans la région Ligurie en Italie.

## Histoire
Le nom de la ville est d'origine ancienne, quoique d'origine contestée.
Une histoire suggère qu'il provient de la raccourcie Casa de Moglie . Lorsque les capitaines de navires embarquaient, ils mettaient leurs femmes ( mogli ) dans une sorte de maison pour tous ( casa ), et la ville était bien connue pour cela.
À la fin du Moyen Âge , Camogli était un port maritime considérable. À son apogée, sa flotte se composait de centaines de grands voiliers et on l'appelait la "ville aux mille voiles blanches". En 1798, la ville accueillit un important contingent de la flotte napoléonienne , qui fut ensuite battue dans les eaux égyptiennes du Nil par l'amiral Nelson . Le prestigieux collège naval "Cristoforo Colombo" a été fondé à Camogli en 1874, du nom du navigateur génois Christophe Colomb .
En 1880, l'ancien village de pêcheurs comptait, sur une population de 12 000 habitants, 500 inscrits comme capitaines de navires. Camogli repose désormais principalement sur le tourisme et est connue pour ses maisons colorées qui bordent la plage. Les couleurs de la maison aidaient autrefois les pêcheurs de Camogli à retrouver le chemin du port.
Le club de natation local de water-polo RN Camogli a remporté plusieurs championnats italiens et est connu dans tout le pays.
En février 2021, la falaise s'est effondrée sous le cimetière situé à 70 m au-dessus de l'eau et des cercueils sont tombés à la mer. 11 cercueils ont été récupérés de l'eau, et plus du glissement de terrain. 

## Administration
| Période                                  | Période  | Identité          | Étiquette | Qualité |
| ---------------------------------------- | -------- | ----------------- | --------- | ------- |
| 27 mai 2003                              | En cours | Giuseppe Maggioni |           |         |
| Les données manquantes sont à compléter. |          |                   |           |         |

### Hameaux
Ruta, San Fruttuoso di Capodimonte, San Rocco

### Communes limitrophes
Portofino, Rapallo, Recco, Santa Margherita Ligure

## Jumelages
- Carloforte (Italie) depuis 2004
- Tunningen (Allemagne)

## Images

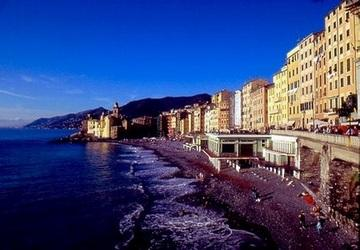
Front de mer
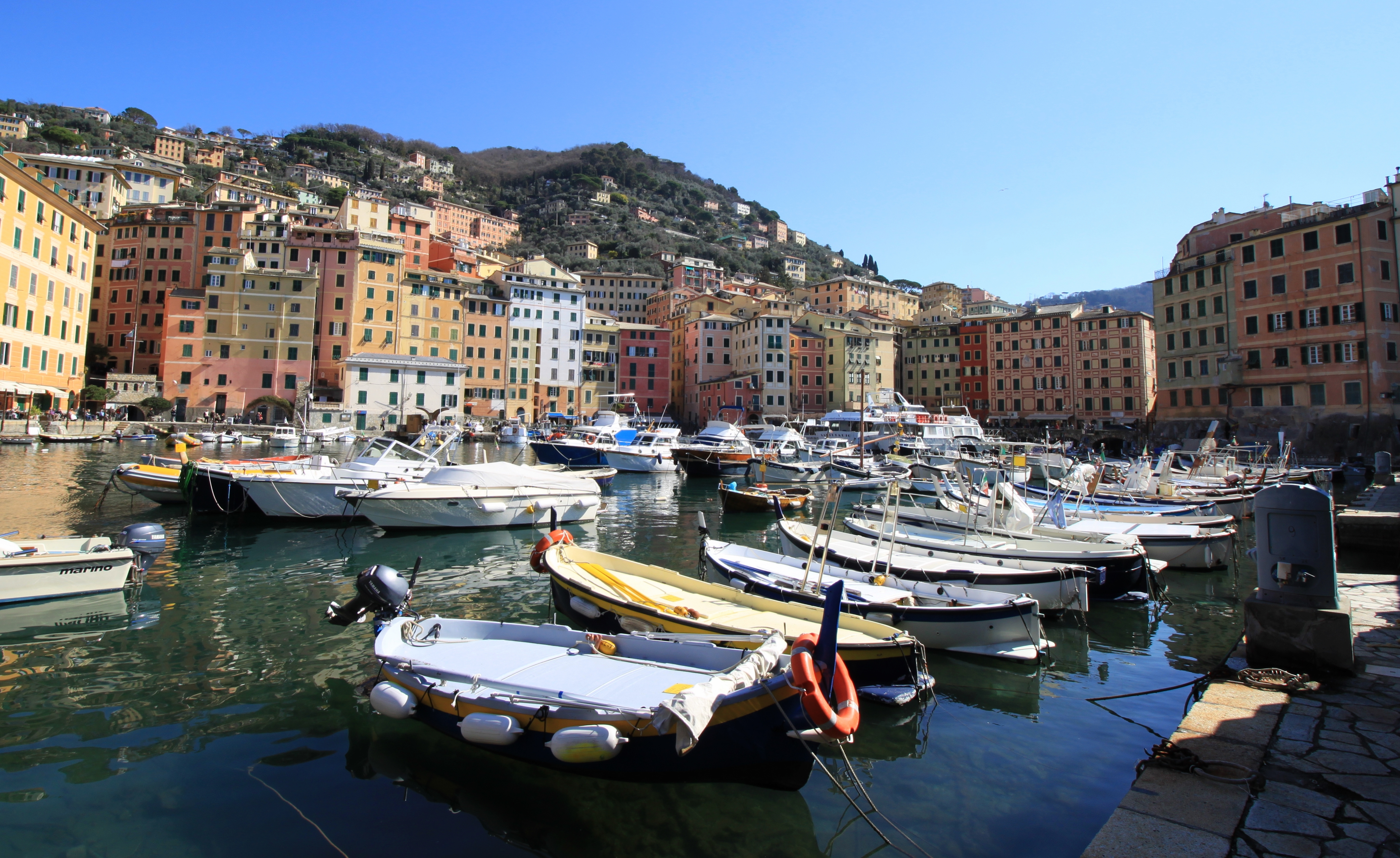
Le vieux port
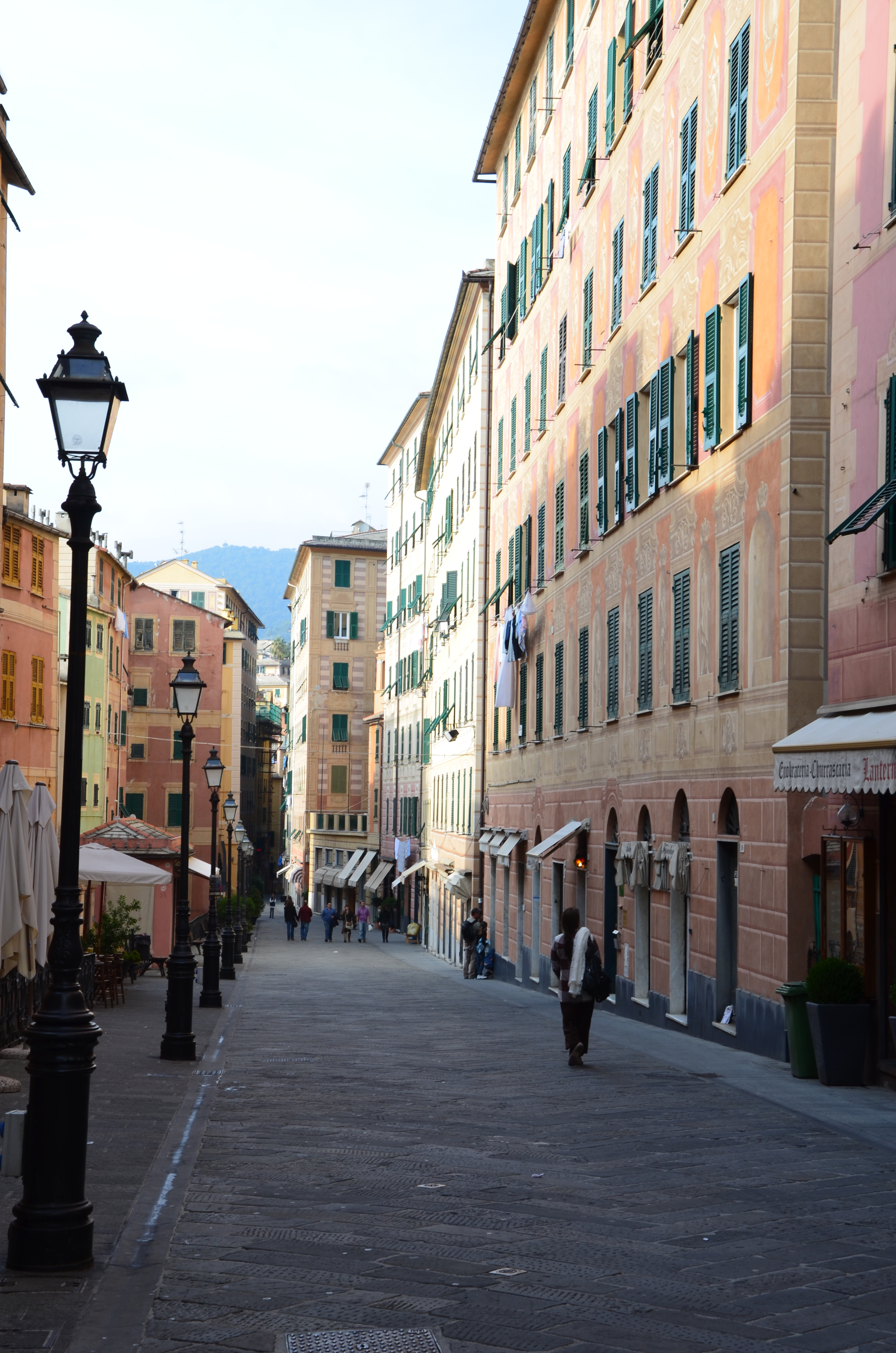
Rue typique
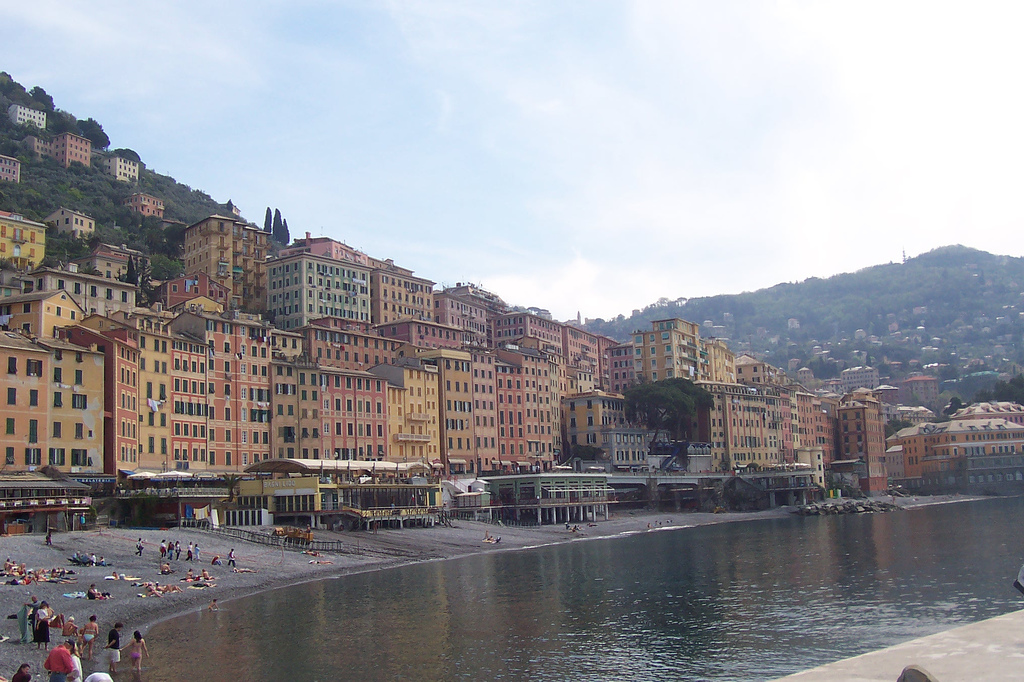
La plage
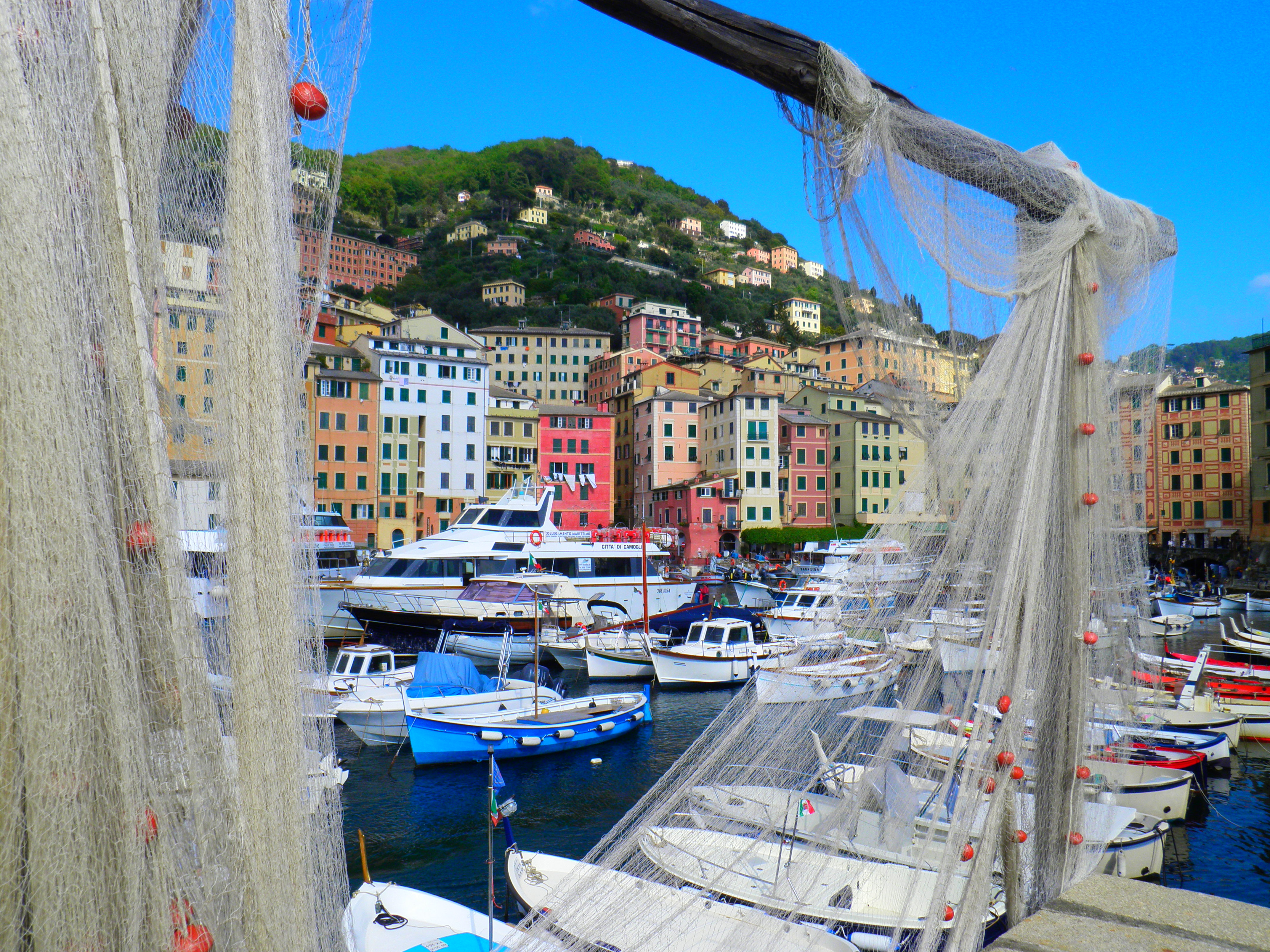
Panorama
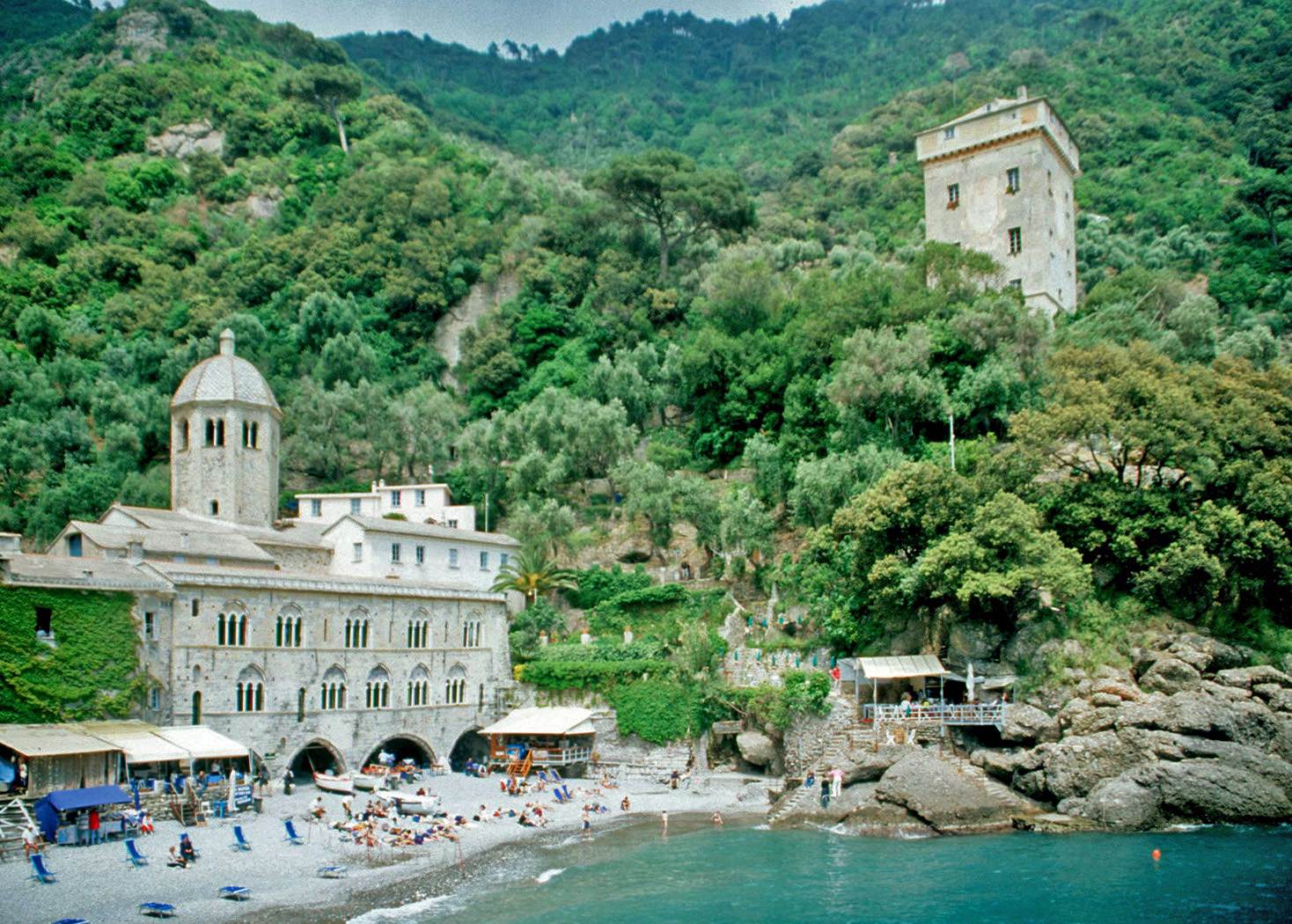
San Fruttuoso